# Grüningen (Pohlheim)

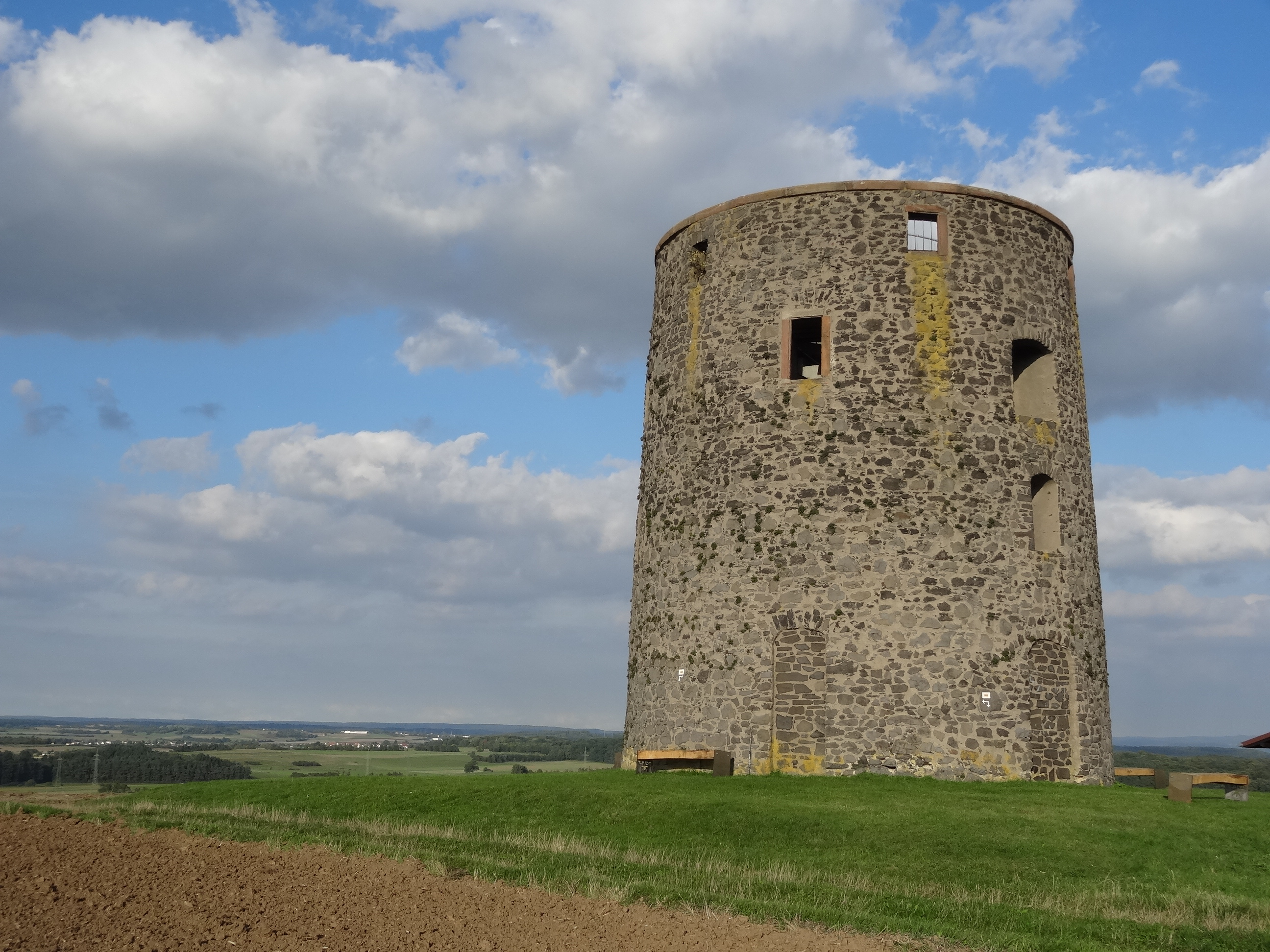
Ruine der Windmühle von 1713

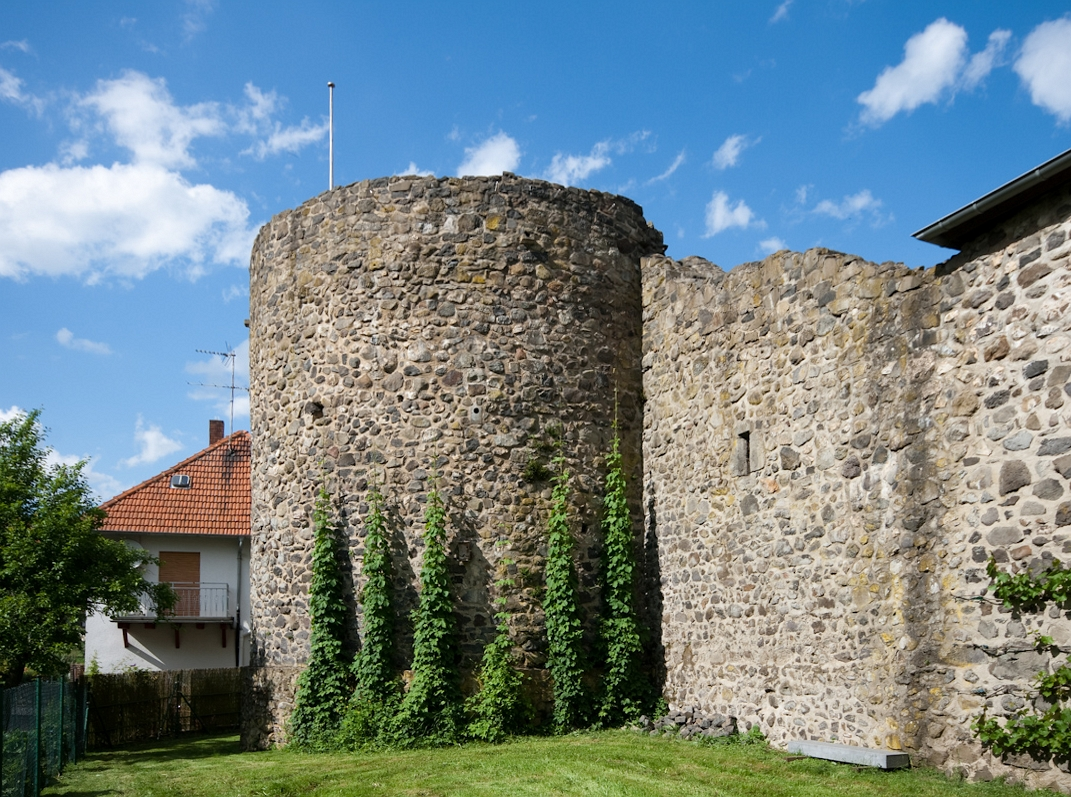
Ein Teil der Burgruine

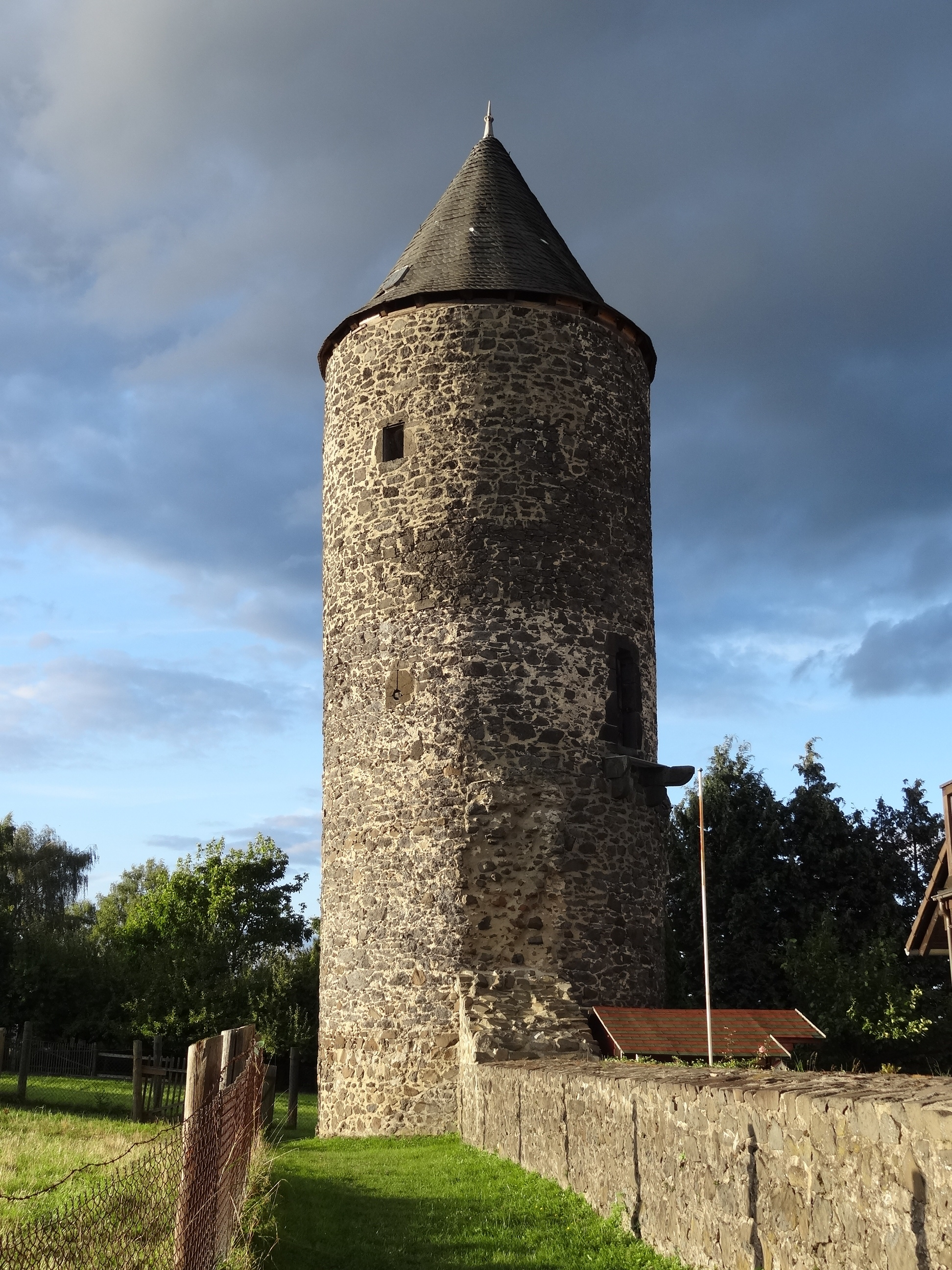
Diebsturm mit Teilen der Stadtmauer

Grüningen ist ein Ortsteil der Stadt Pohlheim im mittelhessischen Landkreis Gießen.

## Geografische Lage
Grüningen liegt am Obergermanischen Limes (→ Limeswachturm zu Pohlheim) am Rande der Wetterau in Mittelhessen am 280,5 m ü. NHN hohen Wartberg. In Grüningen treffen sich zwei historische Straßen, nämlich die Weinstraße und die Lange Hessen. Heute verläuft die Landesstraße 3132 durch das Dorf.

## Geschichte

### Ortsgeschichte
Die älteste erhaltene Erwähnung des Dorfes als Gruningen findet sich im Lorscher Codex und datiert auf den 3. Mai 799. In erhaltenen Urkunden späterer Zeit wurde Grüningen unter den folgenden Namen erwähnt (in Klammern das Jahr der Erwähnung): Gruoninger marca (799), Gruningen (807/17), Gruninge (1247) sowie Grünyngen ... Grynygen (1459).
1394 wurde die Burg Grüningen genannt. Sie zerfiel um 1600. 
Mitte des 15. Jahrhunderts war Grüningen vorübergehend Amtssitz, 1548 und später gehörte es zum Amt Butzbach, 1787 zum Fürstentum Solms-Braunfels und wurde dort als Amt Grüningen verwaltet.
Vom 17. Jahrhundert bis in die 1930er Jahre bestand in Grüningen eine jüdische Gemeinde mit eigenem Friedhof. 1669 wurde die Grüninger Kirche wieder aufgebaut, die 1634 während des Dreißigjährigen Krieges mitsamt der ganzen Stadt (außer vier Häusern) niedergebrannt worden war. 1685 wurde das Rathaus errichtet und 1713 die Windmühle, die aber schon 1794 zur Ruine wurde. Im Siebenjährigen Krieg fand 1762 ein Gefecht bei Grüningen satt.
Mit der Rheinbundakte von 1806 fiel die staatliche Hoheit über das Fürstentum Solms-Braunfels dem Großherzogtum Hessen zu. Das Großherzogtum gliederte auch Grüningen in das Fürstentum Oberhessen (ab 1816: „Provinz Oberhessen“) ein. Dies geschah mit der Einschränkung, dass dem Fürsten der Rang eines Standesherren verblieb und er in seinem Fürstentum weiter hoheitliche Rechte in Verwaltung und Rechtsprechung ausübte. Dazu wurde das Amt Hungen geschaffen, zu dem nun Grüningen gehörte.
Ab 1820 kam es im Großherzogtum Hessen zu Verwaltungsreformen. 1821 wurden auch auf unterer Ebene Rechtsprechung und Verwaltung getrennt und alle Ämter aufgelöst. Für die bisher durch die Ämter wahrgenommenen Verwaltungsaufgaben wurden Landratsbezirke geschaffen, für die erstinstanzliche Rechtsprechung Landgerichte. Auch für Grüningen war es 1822 soweit: Mit Allerhöchster Entschließung seiner Königlichen Hoheit des Großherzogs vom 24. April 1822 wurde das ehemalige fürstlich solms-braunfelsische Amt Hungen aufgelöst und dessen Verwaltungsaufgaben auf den neu gebildeten Landratsbezirk Hungen, dessen Aufgaben in der Rechtsprechung dem Landgericht Hungen übertragen.
1841 wurde der Landratsbezirk Hungen in „Kreis Hungen“ umbenannt. Die Märzrevolution verursachte 1848 die nächste Umstrukturierung: Die Kreise wurden abgeschafft und Grüningen gehörte nun zum neu geschaffenen Regierungsbezirk Friedberg. Der hatte aber nur vier Jahre Bestand, denn die Reaktion revidierte 1852 die Reform von 1848. Grüningen kam nun zum Landkreis Gießen.
Die Schule datiert von 1907. 
Von 1923 bis 1983 bestand die Sing- und Turnhalle, die dann der Limeshalle weichen musste, die am 28. November 1986 eingeweiht wurde.
Hessische Gebietsreform (1970–1977)
Die Gemeinde Pohlheim wurde am 31. Dezember 1970 im Zuge der Gebietsreform in Hessen durch freiwilligen Zusammenschluss der Gemeinden Dorf-Güll, Garbenteich, Grüningen, Hausen, Holzheim und Watzenborn-Steinberg gegründet. Für Grüningen  wurde, wie für die übrigen ehemaligen Gemeinden von Pohlheim, ein Ortsbezirk mit Ortsbeirat und Ortsvorsteher nach der Hessischen Gemeindeordnung gebildet.

### Verwaltungsgeschichte im Überblick
Die folgende Liste zeigt die Staaten und Verwaltungseinheiten, denen Grüningen angehört(e):
- vor 1712: Heiliges Römisches Reich, Kondominium der Grafschaften: Eppstein-Münzenberg, Solms-Braunfels, Solms-Lich und Stollberg
- ab 1712: Heiliges Römisches Reich, Grafschaft Solms-Braunfels, Amt Grüningen
- ab 1806: Großherzogtum Hessen,[Anm. 2] Fürstentum Oberhessen, Amt Grüningen (des Fürstentums Solms-Braunfels)[13]
- ab 1815: Großherzogtum Hessen, Provinz Oberhessen, Amt Grüningen (des Fürstentums Solms-Braunfels)[14]
- ab 1820: Großherzogtum Hessen, Provinz Oberhessen, Amt Grüningen (Patrimonialgericht: Standesherrliches Amt Grüningen des Fürsten Solms-Braunfels)
- ab 1822: Großherzogtum Hessen, Provinz Oberhessen, Landratsbezirk Hungen[15][Anm. 3]
- ab 1841: Großherzogtum Hessen, Provinz Oberhessen, Kreis Hungen
- ab 1848: Großherzogtum Hessen, Regierungsbezirk Friedberg
- ab 1852: Großherzogtum Hessen, Provinz Oberhessen, Kreis Gießen
- ab 1867: Norddeutscher Bund,[Anm. 4] Großherzogtum Hessen, Provinz Oberhessen, Kreis Gießen
- ab 1871: Deutsches Reich, Großherzogtum Hessen, Provinz Oberhessen, Kreis Gießen
- ab 1918: Deutsches Reich (Weimarer Republik), Volksstaat Hessen, Provinz Oberhessen, Kreis Gießen
- ab 1938: Deutsches Reich, Volksstaat Hessen, Landkreis Gießen[16][Anm. 5]
- ab 1945: Amerikanische Besatzungszone,[Anm. 6] Groß-Hessen, Regierungsbezirk Darmstadt, Landkreis Gießen
- ab 1946: Amerikanische Besatzungszone, Hessen, Regierungsbezirk Darmstadt, Landkreis Gießen
- ab 1949: Bundesrepublik Deutschland, Hessen, Regierungsbezirk Darmstadt, Kreis Gießen
- ab 1971: Bundesrepublik Deutschland, Hessen, Regierungsbezirk Darmstadt, Kreis Gießen, Stadt Pohlheim
- ab 1977: Bundesrepublik Deutschland, Hessen Regierungsbezirk Darmstadt, Lahn-Dill-Kreis, Stadt Pohlheim
- ab 1979: Bundesrepublik Deutschland, Hessen, Regierungsbezirk Darmstadt, Landkreis Gießen, Stadt Pohlheim
- ab 1981: Bundesrepublik Deutschland, Hessen, Regierungsbezirk Gießen, Landkreis Gießen, Stadt Pohlheim

### Gerichte seit 1803
In der Landgrafschaft Hessen-Darmstadt wurde mit Ausführungsverordnung vom 9. Dezember 1803 das Gerichtswesen neu organisiert. Für das Fürstentum Oberhessen (ab 1815 Provinz Oberhessen) wurde das „Hofgericht Gießen“ eingerichtet. Es war für normale bürgerliche Streitsachen Gericht der zweiten Instanz, für standesherrliche Familienrechtssachen und Kriminalfälle die erste Instanz. Übergeordnet war das Oberappellationsgericht Darmstadt. Die Rechtsprechung der ersten Instanz wurde durch die Ämter bzw. Standesherren vorgenommen und somit war für Grüningen ab 1806 das „Patrimonialgericht der Fürsten Solms-Braunfels“ in Grüningen zuständig. Nach der Gründung des Großherzogtum Hessen 1806 wurden die Aufgaben der ersten Instanz 1821–1822 im Rahmen der Trennung von Rechtsprechung und Verwaltung auf die neu geschaffenen Land- bzw. Stadtgerichte übertragen. Ab 1822 ließen die Fürsten Solms-Braunfels ihre Rechte am Gericht durch das Großherzogtum Hessen in ihrem Namen ausüben. „Landgericht Hungen“ war daher die Bezeichnung für das erstinstanzliche Gericht das für Grüningen zuständig war. Auch auf sein Recht auf die zweite Instanz, die durch die Justizkanzlei in Hungen ausgeübt wurde, verzichtete der Fürst 1823. Erst infolge der Märzrevolution 1848 wurden mit dem „Gesetz über die Verhältnisse der Standesherren und adeligen Gerichtsherren“ vom 15. April 1848 die standesherrlichen Sonderrechte endgültig aufgehoben. Durch die Neuordnung der Gerichtsbezirke in der Provinz Oberhessen mit Wirkung vom 15. Oktober 1853 kam Grüningen zum Landgericht Lich.
Anlässlich der Einführung des Gerichtsverfassungsgesetzes mit Wirkung vom 1. Oktober 1879, infolge derer die bisherigen großherzoglichen Landgerichte durch Amtsgerichte an gleicher Stelle ersetzt wurden, während die neu geschaffenen Landgerichte nun als Obergerichte fungierten, kam es zur Umbenennung in „Amtsgericht Lich“ und Zuteilung zum Bezirk des Landgerichts Gießen.
Mit Wirkung vom 1. April 1913 wurde die Gemeinde Grüningen dem Amtsgericht Gießen zugeteilt.

## Bevölkerung
Einwohnerstruktur 2011
Nach den Erhebungen des Zensus 2011 lebten am Stichtag dem 9. Mai 2011 in Grüningen 1482 Einwohner. Darunter waren 48 (3,2 %) Ausländer. Nach dem Lebensalter waren 258 Einwohner unter 18 Jahren, 542 zwischen 18 und 49, 318 zwischen 50 und 64 und 261 Einwohner waren älter. Die Einwohner lebten in 654 Haushalten. Davon waren 195 Singlehaushalte, 207 Paare ohne Kinder und 171 Paare mit Kindern, sowie 66 Alleinerziehende und 12 Wohngemeinschaften. In 123 Haushalten lebten ausschließlich Senioren und in 465 Haushaltungen lebten keine Senioren.
Einwohnerentwicklung
| Grüningen: Einwohnerzahlen von 1830 bis 2011 | Grüningen: Einwohnerzahlen von 1830 bis 2011 | Grüningen: Einwohnerzahlen von 1830 bis 2011 | Grüningen: Einwohnerzahlen von 1830 bis 2011 | Grüningen: Einwohnerzahlen von 1830 bis 2011 |
| --- | -------------------------------------------- | -------------------------------------------- | -------------------------------------------- | -------------------------------------------- |
| Jahr |                                              |                                              |                                              | Einwohner                                    |
| 1830 | 1830                                         |                                              | 541                                          | 541                                          |
| 1834 | 1834                                         |                                              | 567                                          | 567                                          |
| 1840 | 1840                                         |                                              | 591                                          | 591                                          |
| 1846 | 1846                                         |                                              | 628                                          | 628                                          |
| 1852 | 1852                                         |                                              | 677                                          | 677                                          |
| 1858 | 1858                                         |                                              | 700                                          | 700                                          |
| 1864 | 1864                                         |                                              | 701                                          | 701                                          |
| 1871 | 1871                                         |                                              | 709                                          | 709                                          |
| 1875 | 1875                                         |                                              | 731                                          | 731                                          |
| 1885 | 1885                                         |                                              | 757                                          | 757                                          |
| 1895 | 1895                                         |                                              | 727                                          | 727                                          |
| 1905 | 1905                                         |                                              | 732                                          | 732                                          |
| 1910 | 1910                                         |                                              | 714                                          | 714                                          |
| 1925 | 1925                                         |                                              | 737                                          | 737                                          |
| 1939 | 1939                                         |                                              | 776                                          | 776                                          |
| 1946 | 1946                                         |                                              | 1.170                                        | 1.170                                        |
| 1950 | 1950                                         |                                              | 1.164                                        | 1.164                                        |
| 1956 | 1956                                         |                                              | 1.108                                        | 1.108                                        |
| 1961 | 1961                                         |                                              | 1.128                                        | 1.128                                        |
| 1967 | 1967                                         |                                              | 1.185                                        | 1.185                                        |
| 1980 | 1980                                         |                                              | ?                                            | ?                                            |
| 1990 | 1990                                         |                                              | ?                                            | ?                                            |
| 2000 | 2000                                         |                                              | ?                                            | ?                                            |
| 2011 | 2011                                         |                                              | 1.482                                        | 1.482                                        |
| Datenquelle: Historisches Gemeindeverzeichnis für Hessen: Die Bevölkerung der Gemeinden 1834 bis 1967. Wiesbaden: Hessisches Statistisches Landesamt, 1968. Weitere Quellen: Zensus 2011 |                                              |                                              |                                              |                                              |

Historische Religionsstatistik
| • 1830: | 533 evangelische, 8 jüdische Einwohner      |
| • 1961: | 874 evangelische, 237 katholische Einwohner |

Historische Erwerbstätigkeit
| • 1961: | Erwerbspersonen: 197 Land- und Forstwirtschaft, 241 Prod. Gewerbe, 63 Handel, Verkehr und Nachrichtenübermittlung, 67 Dienstleistungen und Sonstiges. |

## Kultur und Sehenswürdigkeiten
Bauwerke
Siehe auch: Liste der Kulturdenkmäler in Grüningen
- Burg Grüningen, Ruine einer Wasserburg aus dem 12. bis 13. Jahrhundert.
- Evangelische Kirche mit ältesten Teilen aus dem 12. Jahrhundert.
- Diebsturm, Befestigungsturm der Stadtmauer aus den 1530er Jahren.
- Grüninger Warte, denkmalgeschützte 11 Meter hohe[23] Ruine einer 1713 errichteten Windmühle, die heute als Aussichtsturm genutzt wird.[24]